# Golubewo
Golubewo (russisch Голубево, deutsch Seepothen, Kreis Königsberg/Samland) ist ein Ort in der russischen Oblast Kaliningrad. Er gehört zur kommunalen Selbstverwaltungseinheit Munizipalkreis Gurjewsk im Rajon Gurjewsk.

## Geographische Lage
Golubewo liegt 13 Kilometer südwestlich der Rajonshauptstadt Kaliningrad (Königsberg) an der Regionalstraße 27A-022 von Pribreschny (Heide-Waldburg) zur Bahnstation von Golubewo an der Bahnstrecke Kaliningrad–Mamonowo, einem Abschnitt der ehemaligen Preußischen Ostbahn. Dorthin führt auch die Kommunalstraße 27K-090 von Kaliningrad über Laskino (Godrienen) und dann weiter über Jablonewka (Lichtenhagen) zur Autobahn Berlinka.

## Geschichte
Das einst Seppothenn (vor 1785) bzw. Seepothen (bis 1946) genannte Vorwerk und Gutsdorf entstand im Jahre 1494. Im Jahre 1874 wurde es in den neu errichteten Amtsbezirk Waldburg (russisch: Pribreschny) eingegliedert und gehörte zum Landkreis Königsberg (Preußen) (1939 bis 1945 Landkreis Samland) im Regierungsbezirk Königsberg der preußischen Provinz Ostpreußen.
Um die Wende zum 20. Jahrhundert wurde Seepothen nach Waldburg eingemeindet, kam dann zusammen mit dem Vorwerk Catharinlauk (nicht mehr existent) zur Gemeinde Jäskeim (ebenfalls nicht mehr existent) und war mit ihr bis 1945 verbunden.
Infolge des Zweiten Weltkrieges kam Seepothen 1945 mit dem nördlichen Ostpreußen zur Sowjetunion. Im Jahr 1950 erhielt der Ort die russische Bezeichnung Golubewo und wurde gleichzeitig dem Dorfsowjet Zwetkowski selski Sowet im Rajon Kaliningrad zugeordnet. Später gelangte der Ort in den Nowomoskowski selski Sowet im Rajon Gurjewsk. Von 2008 bis 2013 gehörte Golubewo zur Landgemeinde Nowomoskowskoje selskoje posselenije, danach bis 2021 zum Stadtkreis Gurjewsk und seither zum Munizipalkreis Gurjewsk.

### Einwohnerentwicklung
| Jahr | Einwohner |
| ---- | --------- |
| 1984 | ~ 30      |
| 2002 | 244       |
| 2010 | 351       |
| 2021 | 3.739     |

#### Persönlichkeiten
- Lothar zu Dohna (* 1924 in Seepothen; † 2021 in Gronau (Leine)), deutscher Historiker und Hochschullehrer

## Kirche
Aufgrund seiner mehrheitlich evangelischen Bevölkerung war Seepothen bis 1945 in das Kirchspiel Lichtenhagen (heute russisch: Jablonewka) eingepfarrt. Es gehörte zum Kirchenkreis Königsberg-Land I in der Kirchenprovinz Ostpreußen der Kirche der Altpreußischen Union. Heute liegt Golubewo im Einzugsbereich der evangelisch-lutherischen Auferstehungskirche in Kaliningrad (Königsberg) innerhalb der Propstei Kaliningrad der Evangelisch-lutherischen Kirche Europäisches Russland (ELKER).